# فرهنگ‌نامه اوکراین

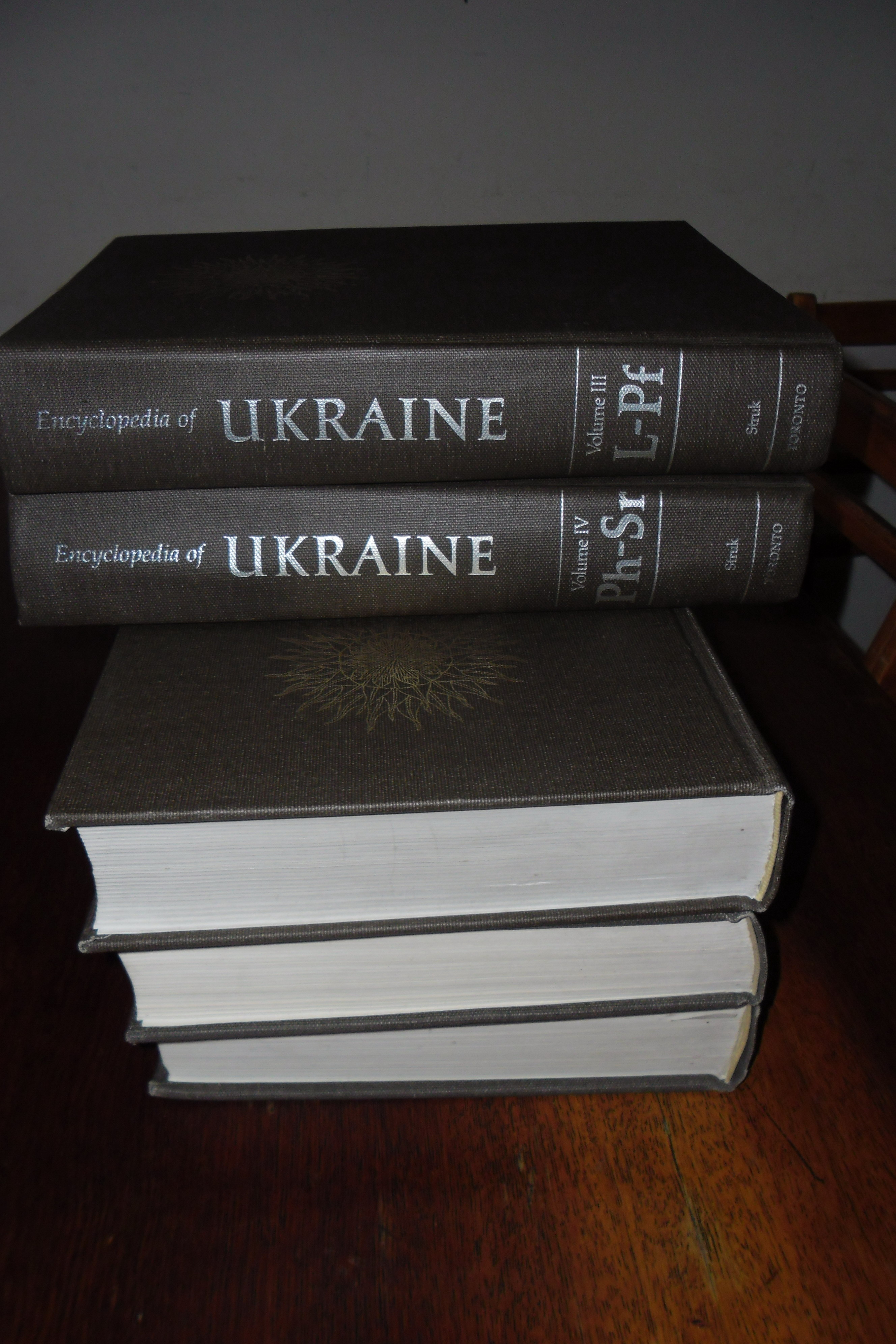
نشر فرهنگ‌نامه اوکراین به زبان انگلیسی

فرهنگ‌نامه، دانش‌نامه یا دایرةالمعارف اوکراین (به انگلیسی: Encyclopedia of Ukraine) (به اوکراینی: Енциклопедія українознавства) (به رومی: Entsyklopediia ukrainoznavstva) یک اثر بنیادی از مطالعات اوکراینی است که تحت نظارت انجمن علمی شوچنکو در اروپا (سارسل، نزدیک پاریس) ایجاد شده‌است. به عنوان فرهنگ‌نامه مطالعات اوکراینی، به‌طور مشروط از دو بخش تشکیل شده‌است، بخش عمومی (۱۹۵۲–۱۹۴۹ میلادی) که شامل سه جلد است و بخش فرهنگ لغت (۱۹۸۹–۱۹۵۵ میلادی) که شامل ۱۰ جلد است، و از سال ۱۹۹۱ میلادی در اوکراین منتشر می‌شود.
ولودیمیر کوبیوویچ (Volodymyr Kubijovyč) سردبیر جلد اول و دوم (به ترتیب انتشار در سال‌های ۱۹۸۴ و ۱۹۸۸ میلادی) بود. سه جلد پایانی، به سردبیری دانیلو هوسار استروک (Danylo Husar Struk)، در سال ۱۹۹۳ میلادی منتشر شد. مجموعهٔ فرهنگ‌نامه همراه با نقشه و فهرست جغرافیایی اوکراین ۳۰ صفحه‌ای که توسط ولودیمیر کوبیوویچ و آرکادی ژوکوفسکی گردآوری شده بود، ارایه می‌شد. این مجموعه همچنین شامل یک نقشه تاشوی دقیق (مقیاس ۱:۲/۰۰۰/۰۰۰) نیز بود.
جلد نهایی، فرهنگ‌نامه اوکراین: فهرست راهنما و لیست اغلاط، که فقط شامل فهرست و لیستی از اشتباهات جلدهای ۱ تا ۵ است توسط مؤسسه کانادایی مطالعات اوکراین در سال ۲۰۰۱ میلادی منتشر شد. آندری ماکوچ و ایرنه پوپویچ آن را گردآوری کردند.

## ترجمه‌های انگلیسی
نسخهٔ دو جلدی بخش عمومی فرهنگ‌نامه با عنوان اوکراین: فرهنگ‌نامه مختصر در سال‌های ۱۹۶۳ و ۱۹۷۰ میلادی منتشر شد.
پس از آن، پروژه‌ای بزرگتر بر اساس بخش فرهنگ لغت با عنوان فرهنگ‌نامه اوکراین راه اندازی شد. در سال‌های ۱۹۹۳–۱۹۸۴ میلادی مؤسسهٔ کانادایی مطالعات اوکراینی در دانشکدهٔ هنر دانشگاه آلبرتا با کمک بنیاد کانادایی مطالعات اوکراین و انجمن علمی شوچنکو در اروپا نسخهٔ انگلیسی فرهنگ‌نامه را تهیه کرد؛ و توسط انتشارات دانشگاه تورنتو منتشر کرد. فرهنگ‌نامه اوکراین شامل پنج جلد، در تقریباً ۴۰۰۰ صفحه و حدود ۱۲/۵۰۰ مدخل الفبایی است.
مجلهٔ تاریخ کانادا از آن به عنوان «جامع‌ترین و متعادل‌ترین اثر به زبان انگلیسی دربارهٔ اوکراین و اوکراینی‌ها در میان جوامع دور از وطن» و «نگارش یادبودی» نام برد. به گفتهٔ پروفسور اوله رومانیف (Oleh Romaniv) از فرهنگستان ملی علوم اوکراین، فرهنگ‌نامه اوکراین نمونه‌ای از تعصب و پیش داوری اوکراینی در رابطه با روسیه را نشان می‌دهد، که برای آثار جماعت اوکراینی دور از وطن در دوره‌ای که اوکراین بخشی از اتحاد جماهیر شوروی سوسیالیستی (USSR) بود بسیار معمول بود.

## فرهنگ‌نامه اینترنتی اوکراین

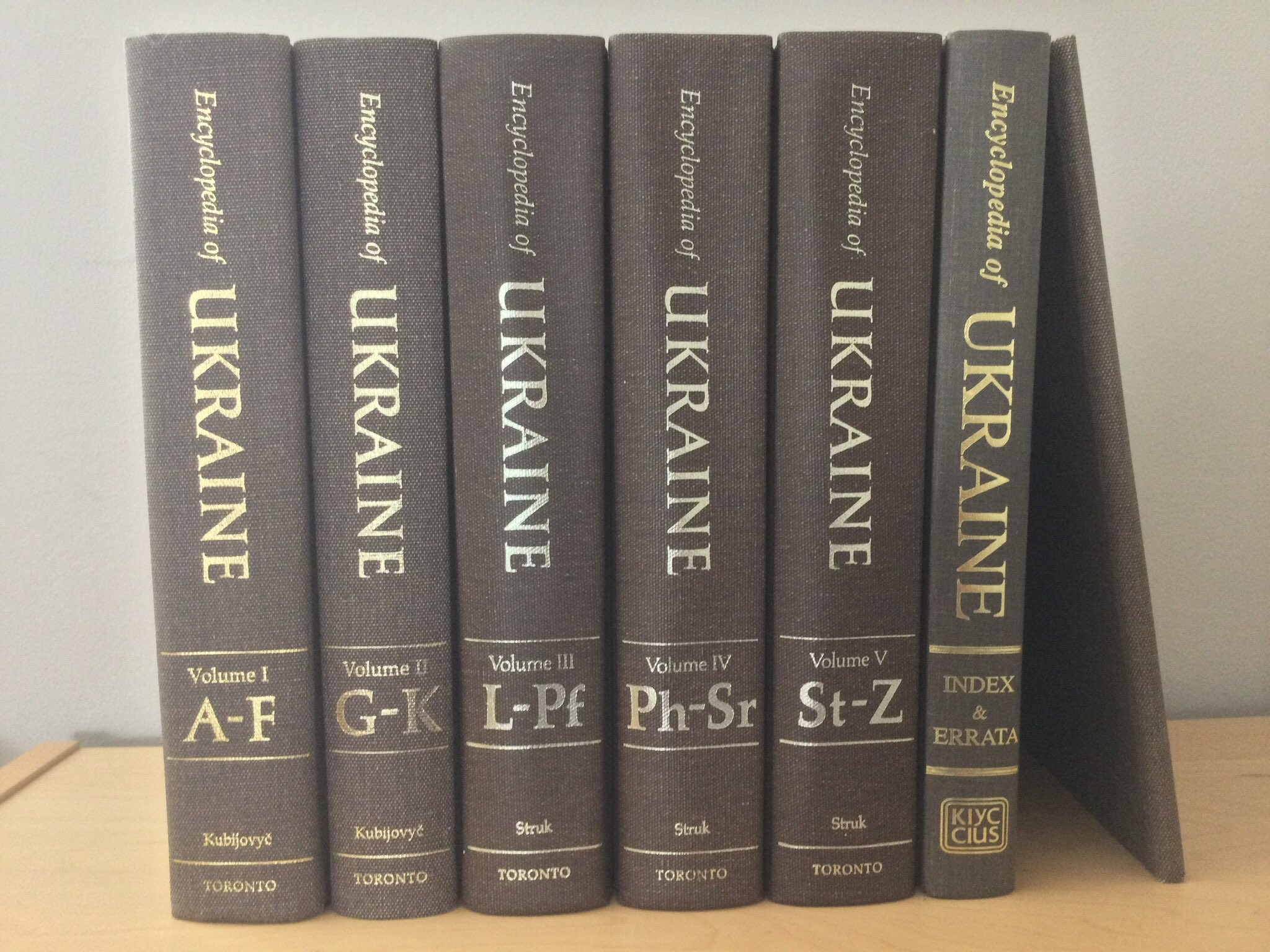
فرهنگ‌نامه اوکراین: فهرست راهنما و لیست اغلاط

فرهنگ‌نامه اینترنتی اوکراین به زبان انگلیسی است، فرهنگ‌نامه آنلاین رایگان طیف گسترده‌ای از مسائل اوکراین را شامل می‌شود از جمله تاریخ، مردم، جغرافیا، اقتصاد، فرهنگ و غیره. پس از تکمیل، فرهنگ‌نامه اینترنتی اوکراین (IEU) معتبرترین و جامع‌ترین منبع مبتنی بر اینترنت به زبان انگلیسی در اوکراین و اوکراینی‌ها خواهد شد. این منبع تا ژوئن ۲۰۲۰ میلادی شامل ۶۰۰۰ مدخل و ۵۰۰۰ تصویر بود.
تیم فعلی فرهنگ‌نامه متشکل از سردبیر: رومن سنکوس (Roman Senkus)، مدیر پروژه: دکتر مارکو آر. استچ (Marko R. Stech)، ویراستار ارشد نسخ خطی: آندری ماکوچ (Andrij Makuch) و تیمی از ویراستاران موضوعی است. این سایت توسط یاروسلاو کیبالو (Jaroslaw Kiebalo) طراحی شده‌است؛ و والتر کیبالو (Walter Kiebalo) نیز به عنوان طراح مشاور همکاری کرده‌است.